# Atomstroyexport
Atomstroyexport (ros. Атомстройэкспорт) – rosyjska spółka akcyjna powstała w 1998 roku, obecnie producent najnowszych rosyjskich reaktorów atomowych WWER, oraz urządzeń sterujących. Spółka, której prezesem jest Sergiej Shmatko wchodzi w skład holdingu Atomenergoprom, 49,8% akcji spółki należy również do holdingu Gazprombank.

## Projekty zagraniczne
W 1995 roku rosyjski producent podpisał kontrakt o wartości 1 mld $, na budowę pierwszego bloku reaktora w irańskiej elektrowni Buszehr znajdującej się 400 km na południowy zachód od Teheranu, elektrownie uruchomiono 3 września 2011 roku, tymczasem podpisano umowę na budowę kolejnych dwóch reaktorów, których budowa ma rozpocząć się w 2012 i 2013 roku.
W 2007 roku Atomstrojexport podpisał porozumienie wspólnie z turecką firmą Ciner Insaat ve Ticaret Sanayi by promować swój najnowszy prototyp reaktora WWER w Turcji.
Pod koniec października 2006 roku Atomstroyexport złożył ofertę na budowę elektrowni jądrowej Belene w Bułgarii. Wybór rosyjskiego producenta został potwierdzony, nowa elektrownia będzie posiadać reaktory trzeciej generacji VVER-1000/V-446B. Pierwsza jednostka będzie oddana do eksploatacji w roku 2013, a druga rok później.
W latach 1999–2007, za kwotę 3,3 mld $ spółka Atomstroyexport zaprojektowała i zbudowała Tajwańską Elektrownię Jądrową w Chinach, która składa się z dwóch reaktorów WWER o mocy 1000 MW każdy. W 2010 roku spółka podpisała umowę na budowę kolejnych 2 reaktorów, w planach jest budowa jeszcze 4 bloków.
W maju 2010 roku Rosja wspólnie z Turcją podpisała umowę na budowę elektrowni Akkuyu, projekt przewiduje oddanie do użytku 4 reaktorów generacji III+ (VVER-1200/491), budowa ma zacząć się w 2013 roku.
Przedsiębiorstwo przygotowało także propozycję budowy nowych reaktorów w Bangladeszu, w Indiach Atomstroyexport jest konstruktorem dwóch reaktorów w elektrowni atomowej w mieście Kudankulam w prowincji Tirunelweli. Natomiast Wielka Brytania rozważa budowę nowych reaktorów przy udziale Atomstroyexport wspólnie z zachodnim producentem.
W dniu 14 grudnia 2009 roku przedsiębiorstwo zakupiło niemiecką spółkę Nukem Technologies za kwotę 23,5 mln euro, dodając tym samym do specjalizacji swojej firmy: likwidację elektrowni jądrowych, oraz gospodarkę odpadami nuklearnymi.